# Bazy materiałowe i materiałowo-techniczne Wojska Polskiego
Bazy materiałowe i materiałowo-techniczne Wojska Polskiego - logistyczne jednostki wojskowe przeznaczone do gromadzenia oraz dystrybucji uzbrojenia, środków bojowych, sprzętu wojskowego i środków materiałowo-technicznych na potrzeby jednostek i instytucji wojskowych z rejonu odpowiedzialności. Bazy zaopatrują inne jednostki wojskowe ze swojego rejonu odpowiedzialności niezależnie od ich podporządkowania operacyjnego i taktycznego. Bazy zaopatrują jednostki stale lub czasowo stacjonujące w rejonie zaopatrywania. W latach 2011–2012 zadania baz materiałowych zostały przejęte przez regionalne bazy logistyczne.

## Rejonowe bazy materiałowe

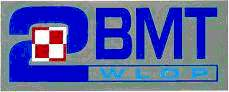
Symbol 2 Bazy Materiałowo-Technicznej

- 1 Rejonowa Baza Materiałowa - w Mostach
- 2 Rejonowa Baza Materiałowa - w Wałczu
- 3 Rejonowa Baza Materiałowa - w Łodzi
- 4 Rejonowa Baza Materiałowa - w Grudziądzu
- 5 Rejonowa Baza Materiałowa - w Nowogrodzie Bobrzańskim
- 6 Rejonowa Baza Materiałowa - we Wrocławiu
- 7 Rejonowa Baza Materiałowa - w Stawach
- 9 Rejonowa Baza Materiałowa - w Warszawie
- 11 Rejonowa Baza Materiałowa - w Olsztynie

## Bazy materiałowo-techniczne
- 1 Baza Materiałowo-Techniczna w Toruniu
- 2 Baza Materiałowo-Techniczna w Kutnie